# Henry Breckinridge
Henry Breckinridge   (Chicago, 25 de maig de 1886 - Nova York, 2 de maig de 1960) va ser un advocat, polític i tirador d'esgrima estatunidenc. Es va fer especialment conegut com a advocat de Charles Lindbergh durant el procés pel segrest del fill de Lindbergh i com a únic oponent seriós del president Franklin D. Roosevelt en les primàries democràtiques de 1936. Va ser el secretari de guerra adjunt dels Estats Units entre 1913 i 1916.

## Biografia
Nascut a Chicago, Illinois, era fill de Louise Ludlow (Dudley) i Joseph Cabell Breckinridge, Sr., membre de la famosa família Breckinridge. Es va graduar a la Universitat de Princeton i a la Harvard Law School. El 1913, amb 27 anys, va ser nomenat secretari de guerra adjunt dels Estats Units pel president Woodrow Wilson. Breckinridge va dimitir, juntament amb Lindley M. Garrison, el 1916. Durant la Primera Guerra Mundial, va servir com a comandant d'un batalló.
El 1920 va prendre part en els Jocs Olímpics d'Anvers, on va disputar quatre proves del programa d'esgrima. Guanyà la medalla de bronze en la competició de floret per equips, mentre en la d'espasa per equips fou sisè. En les altres dues proves, floret i espasa individual, quedà eliminat en sèries. Vuit anys més tard, als Jocs d'Amsterdam, va disputar dues proves del programa d'esgrima. En ambdues, espasa i floret per equips, finalitzà en cinquena posició.
En finalitzar la guerra es va traslladar a Nova York, on va destacar com a advocat. Va ser president de la Lliga de la Marina dels Estats Units de 1919 a 1921 i fou l'encarregat d'organitzar el primer Dia de la Marina el 1920. El 1933 va ser nomenat assessor del Comitè Conjunt del Congrés per a la Investigació de Accidents dels Dirigibles. El 1934 va lluitar per aconseguir ser nomenat senador per l'estat de Nova York, però sols va aconseguir 24.000 vots. Breckinridge era un ferm opositor al New Deal i va ser l'únic candidat seriós a Franklin Delano Roosevelt en les primàries demòcrates de 1936. Roosevelt va obtenir 4.830.730 vots (93,19%) per 136.407 de Breckinridge (2,63%). En les posteriors eleccions generals Breckinridge va recolzar al candidat republicà Alf Landon contra Roosevelt.
Va morir a la Nova York el 2 de maig de 1960.